# Філіпе Гомес (плавець)
Філіпе Гомес (7 квітня 1997) — малавійський плавець.
Учасник Олімпійських Ігор 2020 року, де в попередніх запливах на дистанції 50 метрів вільним стилем посів 47-ме місце і не потрапив до півфіналів.